# Saint-Pantaléon-de-Lapleau
Pour les articles homonymes, voir Saint-Pantaléon.
Saint-Pantaléon-de-Lapleau est une commune française située dans le département de la Corrèze en région Nouvelle-Aquitaine. Elle tire son nom d'un saint de l'Église catholique, saint Pantaléon.

## Géographie
Commune du Massif central située sur la Luzège.

### Communes limitrophes
Les communes limitrophes sont Lamazière-Basse, Lapleau, Latronche, Saint-Hilaire-Luc et Soursac.

### Climat
Pour des articles plus généraux, voir Climat de la Nouvelle-Aquitaine et Climat de la Corrèze.
Historiquement, la commune est exposée à un climat montagnard.  
En 2020, Météo-France publie une typologie des climats de la France métropolitaine dans laquelle la commune est exposée à un climat de montagne et est dans la région climatique  Ouest et nord-ouest du Massif Central, caractérisée par une pluviométrie annuelle de 900 à 1 500 mm, maximale en automne et en hiver.
Pour la période 1971-2000, la température annuelle moyenne est de 10,2 °C, avec  une amplitude thermique annuelle de 15,2 °C. Le cumul annuel moyen de précipitations est de 1 221 mm, avec 13,1 jours de précipitations en janvier et 8 jours en juillet. Pour la période 1991-2020, la température moyenne annuelle observée sur la station météorologique la plus proche, située sur la commune de Neuvic à 8 km à vol d'oiseau, est de 10,6 °C et le cumul annuel moyen de précipitations est de 1 173,4 mm,. Pour l'avenir, les paramètres climatiques de la commune estimés pour 2050 selon différents scénarios d’émission de gaz à effet de serre sont consultables sur un site dédié publié par Météo-France en novembre 2022.

## Urbanisme

### Typologie
Au 1er janvier 2024, Saint-Pantaléon-de-Lapleau est catégorisée commune rurale à habitat très dispersé, selon la nouvelle grille communale de densité à 7 niveaux définie par l'Insee en 2022.
Elle est située hors unité urbaine et hors attraction des villes,.

### Occupation des sols
L'occupation des sols de la commune, telle qu'elle ressort de la base de données européenne d’occupation biophysique des sols Corine Land Cover (CLC), est marquée par l'importance des forêts et milieux semi-naturels (61,4 % en 2018), en diminution par rapport à 1990 (63,1 %). La répartition détaillée en 2018 est la suivante : 
forêts (61,4 %), prairies (24,4 %), zones agricoles hétérogènes (14,2 %).
L'évolution de l’occupation des sols de la commune et de ses infrastructures peut être observée sur les différentes représentations cartographiques du territoire : la carte de Cassini (XVIIIe siècle), la carte d'état-major (1820-1866) et les cartes ou photos aériennes de l'IGN pour la période actuelle (1950 à aujourd'hui).

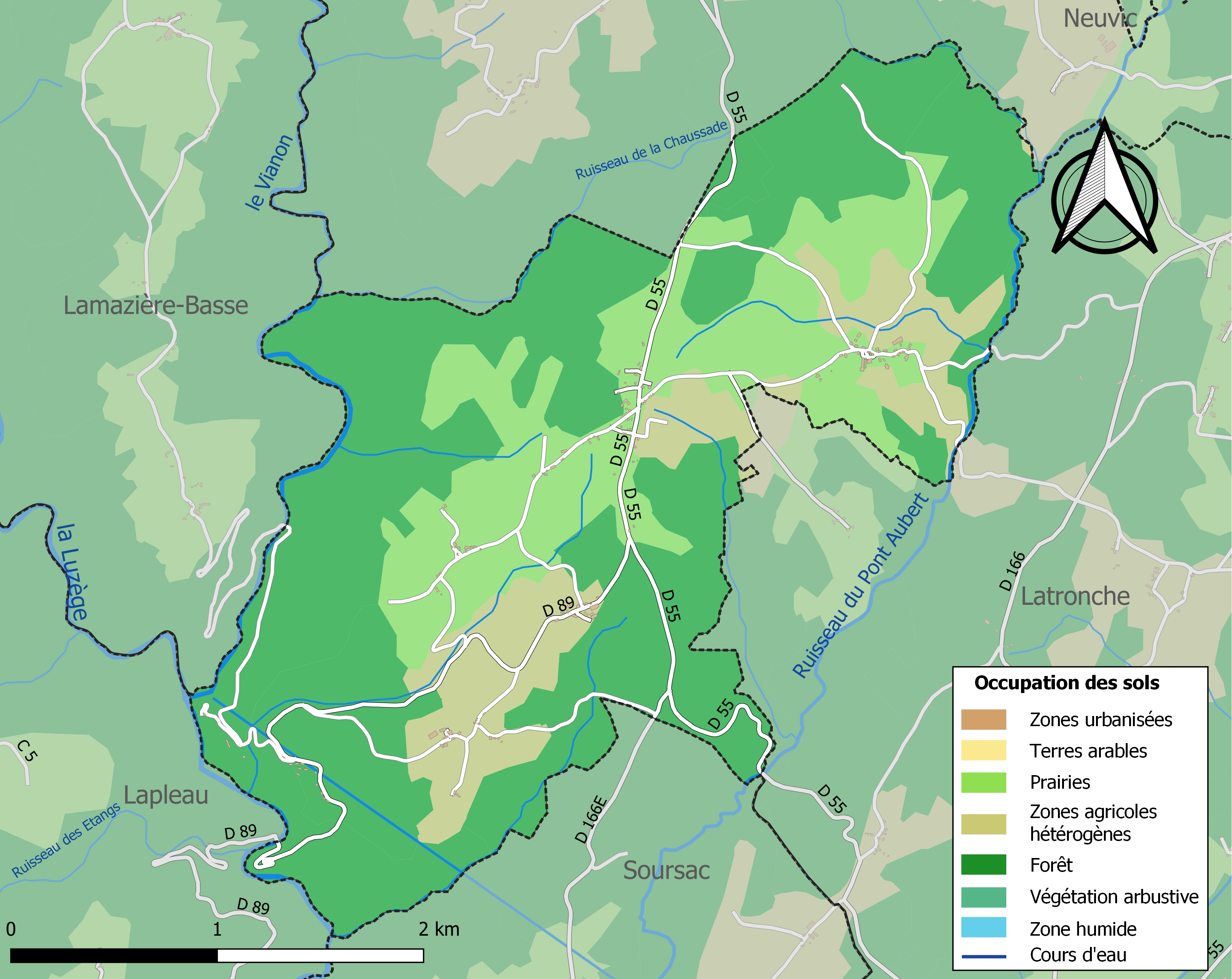
Carte des infrastructures et de l'occupation des sols de la commune en 2018 (CLC).

### Risques majeurs
Le territoire de la commune de Saint-Pantaléon-de-Lapleau est vulnérable à différents aléas naturels : météorologiques (tempête, orage, neige, grand froid, canicule ou sécheresse), feux de forêts, mouvements de terrains et séisme (sismicité très faible). Un site publié par le BRGM permet d'évaluer simplement et rapidement les risques d'un bien localisé soit par son adresse soit par le numéro de sa parcelle.

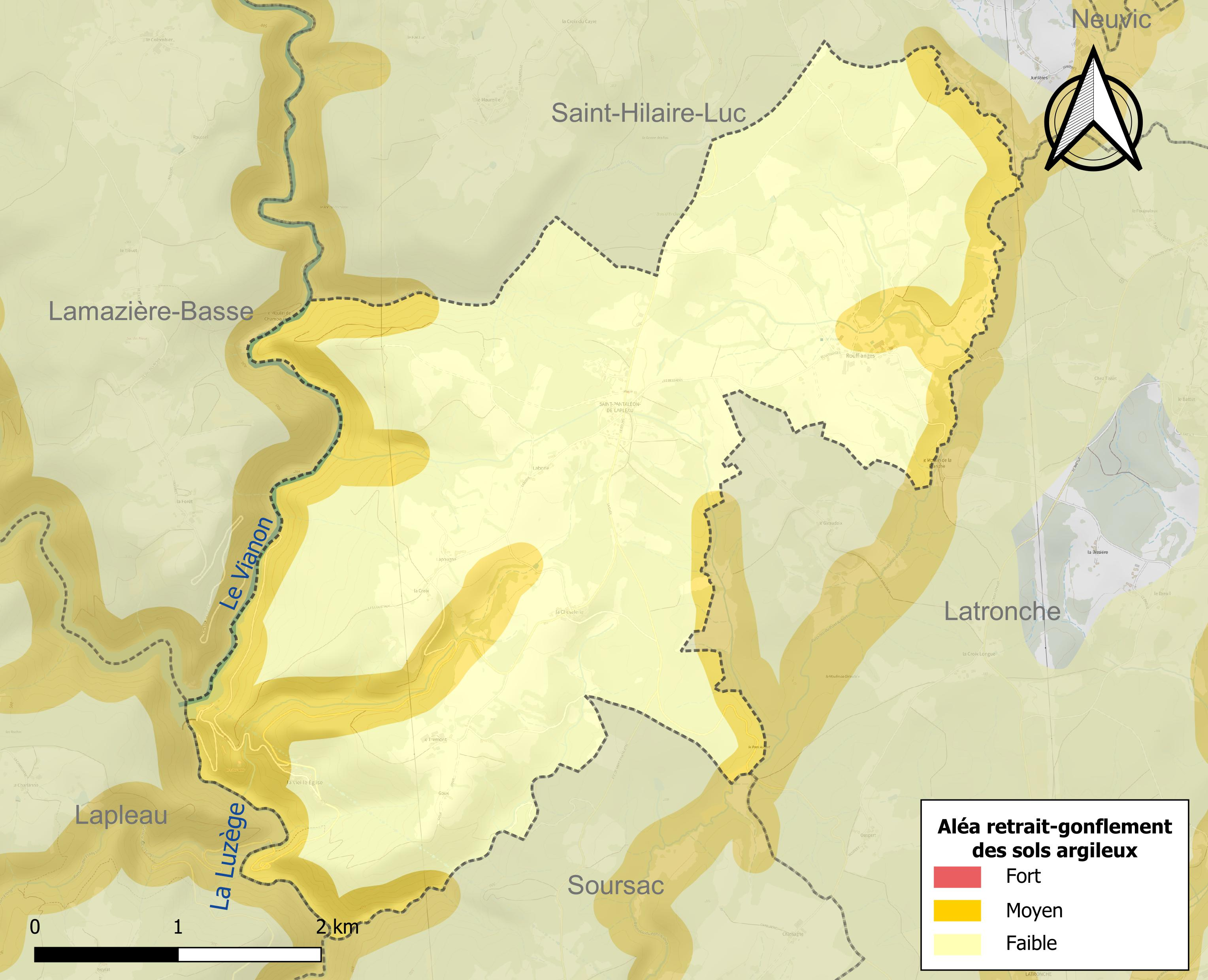
Carte des zones d'aléa retrait-gonflement des sols argileux de Saint-Pantaléon-de-Lapleau.

La commune est vulnérable au risque de mouvements de terrains constitué principalement du retrait-gonflement des sols argileux. Cet aléa est susceptible d'engendrer des dommages importants aux bâtiments en cas d’alternance de périodes de sécheresse et de pluie. 23,8 % de la superficie communale est en aléa moyen ou fort (26,8 % au niveau départemental et 48,5 % au niveau national). Sur les 75 bâtiments dénombrés sur la commune en 2019,  aucun n'est en aléa moyen ou fort, à comparer aux 36 % au niveau départemental et 54 % au niveau national. Une cartographie de l'exposition du territoire national au retrait gonflement des sols argileux est disponible sur le site du BRGM,.
Concernant les feux de forêt, aucun plan de prévention des risques incendie de forêt (PPRIF) n’a été établi en Corrèze, néanmoins le code de l’urbanisme impose la prise en compte des risques dans les documents d’urbanisme. Le périmètre des servitudes d'utilité publique et des zones d'obligation légale de débroussaillement pour les particuliers est quant à lui défini pour la commune dans une carte dédiée. 

## Politique et administration
| Période      | Période      | Identité           | Étiquette | Qualité         |
| ------------ | ------------ | ------------------ | --------- | --------------- |
| mars 1977    | mars 2008    | René Breuil        | PS        | enseignant      |
| mars 2008    | 2013         | Guy Bourgeade      | PS        | agriculteur     |
| janvier 2013 | mars 2014    | Alain Breuil       |           | chauffeur       |
| mars 2014    | juillet 2020 | Michel Lefort-Lary | DVG       | artisan         |
| juillet 2020 | En cours     | Vincent Calonne    |           | sans profession |

## Démographie
L'évolution du nombre d'habitants est connue à travers les recensements de la population effectués dans la commune depuis 1793. Pour les communes de moins de 10 000 habitants, une enquête de recensement portant sur toute la population est réalisée tous les cinq ans, les populations de référence des années intermédiaires étant quant à elles estimées par interpolation ou extrapolation. Pour la commune, le premier recensement exhaustif entrant dans le cadre du nouveau dispositif a été réalisé en 2006.

En 2022, la commune comptait 64 habitants, en évolution de −4,48 % par rapport à 2016 (Corrèze : −0,59 %, France hors Mayotte : +2,11 %).
| 1793 | 1800 | 1806 | 1821 | 1831 | 1836 | 1841 | 1846 | 1851 |
| ---- | ---- | ---- | ---- | ---- | ---- | ---- | ---- | ---- |
| 228  | 268  | 241  | 293  | 293  | 311  | 306  | 347  | 343  |

| 1856 | 1861 | 1866 | 1872 | 1876 | 1881 | 1886 | 1891 | 1896 |
| ---- | ---- | ---- | ---- | ---- | ---- | ---- | ---- | ---- |
| 363  | 340  | 311  | 288  | 254  | 243  | 258  | 268  | 262  |

| 1901 | 1906 | 1911 | 1921 | 1926 | 1931 | 1936 | 1946 | 1954 |
| ---- | ---- | ---- | ---- | ---- | ---- | ---- | ---- | ---- |
| 253  | 242  | 240  | 172  | 166  | 172  | 173  | 121  | 124  |

| 1962 | 1968 | 1975 | 1982 | 1990 | 1999 | 2006 | 2011 | 2016 |
| ---- | ---- | ---- | ---- | ---- | ---- | ---- | ---- | ---- |
| 136  | 106  | 80   | 55   | 65   | 66   | 70   | 71   | 67   |

| 2021 | 2022 | - | - | - | - | - | - | - |
| ---- | ---- | - | - | - | - | - | - | - |
| 65   | 64   | - | - | - | - | - | - | - |

## Lieux et monuments
- L'église Saint-Pantaléon de Saint-Pantaléon-de-Lapleau

Sur un piton, dénommé roc du Gour Noir, situé dans un décor sauvage, des ruines d’une ancienne église indiquent la présence d’un des plus importants prieurés du Limousin des XIVe et XVe siècles dédié à saint Pantaléon.
Son plus illustre prieur fut Pierre Roger de Beaufort qui devint pape sous le nom de Grégoire XI de 1370 à 1387 (dernier pape français et dernier à avoir résidé à Avignon).
Les ruines ont été classées au titre des monuments historiques par arrêté du 26 août 1963.
Depuis 1987, le site de l'église est un lieu de création théâtrale avec le festival de la Luzège.

## Personnalités liées à la commune
- Pierre Roger de Beaufort.

## Héraldique
| Saint-Pantaléon-de-Lapleau | Son blasonnement est : D'azur au lion d'or couronné de même. |